# Le lavandaie del Portogallo
Le lavandaie del Portogallo (Les lavandières du Portugal) è un film del 1957 diretto da Pierre Gaspard-Huit.

## Trama
Due pubblicitari, Jean-François e Catherine, si recano in Portogallo per cercare una lavandaia per una campagna pubblicitaria per una lavatrice e trovano Mariana del quale Jean-François si innamora.